# Танрыкулу, Ахмет Кенан
Ахмет Кенан Танрыкулу (тур. Ahmet Kenan Tanrıkulu; род. 17 мая 1958, Стамбул) — турецкий политик.

## Биография
Окончил Анкарский университет. Получил степень магистра по математической экономике в американском университете Западного Иллинойса. Изучал макро-моделирование в Уортонской школе бизнеса при Пенсильванском университете, экономику в Университете Колорадо, транспортное планирование в Брэдфордском университете и публичную дипломатию в Академии национальной безопасности Турции.
Работал в организации государственного планирования, позднее стал советником министра. Работал в Министерстве общественных работ и жилищного строительства, занимал должность помощника заместителя министра туризма. Опубликовал ряд статей.
В 1999 году был избран членом Великого национального собрания от Измира. В 1999—2002 годах занимал пост министра промышленности. Потерял место в правительстве после выборов в 2002 году, в ходе которых партия националистического движения не смогла преодолеть десятипроцентный барьер.
В 2007 году снова был избран членом Великого национального собрания. Переизбирался в 2011, июне и ноябре 2015 года.